# Berlin, New Hampshire
Berlin (phát âm /ˈbɜrlɨn/ là một thành phố thuộc quận Coos trong tiểu bang New Hampshire, Hoa Kỳ. Thành phố nằm dọc sông Androscoggin. Thành phố Berlin có diện tích km2, dân số theo điều tra năm 2000 của Cục điều tra dân số Hoa Kỳ là 10.331 người. Dân số theo ước tính năm 2009 là 10.204 người. Thành phố gồm làng Cascade. Nằm bên rìa của White Mountains, ranh giới thành phố mở rộng đến rừng quốc gia White Mountain.